# Tom Trana
Tom Trana, född 29 november 1937 i Kristinehamn, död 17 maj 1991, var en svensk rallyförare. Han var i början av 1960-talet en av Sveriges främsta inom sporten och deltog i ett stort antal internationella lopp.

## Karriär

### Bakgrund
Tom Trana var son till Ivar Trana, som var ingenjör på Albin Motor i Kristinehamn och vars bilintresse smittade av sig på sonen.
Trana började sin karriär som rallyförare någon gång på 1950-talet på en bilverkstad, PV-service, i Kristinehamn. Den som hjälpte honom igång med rallyverksamheten var Einar Nyqvist, ofta benämnd "bildoktorn" eftersom han vid konsultation av trasiga bilar oftast bara genom att lyssna på motorn kunde avgöra vad det var för fel på bilen.
Framgångarna började med en Volvo som iordningställdes på denna verkstad. Han började även att köra bantävlingar och nådde även där stora framgångar med en svart Volvo med "takgök", som han hade målat en vit trana på motorhuven på.

### Svenska framgångar
Tom Tranas första banlopp var 1957 i Kanonloppet på Karlskoga Motorstadion i Karlskoga stad (på Gelleråsen), och samma år ställde han upp i SM i bilorientering. 1958 vann Tom Trana Arvikanatta, körandes en Volvo PV 444. 1959 blev han silvermedaljör i SM på bana, efter Volvos etablerade fabriksförare Gunnar Andersson. I Midnattssolsrallyt samma år ledde Trana tävlingen nästan ända fram till mållinjen, då en avåkning spolierade segerchansen. Året efter vann han dock SM i grupp 2, 1300–1600 cc, med en Volvo PV 544 nu som fabriksförare. Segern upprepades1961 och 1962.
Tom Trana tävlade i ett antal olika motorsporter, 1961 vann han SM på isbana.

### Utländska framgångar
1962 deltog Trana i sin första utlandstävling, nu bakom ratten i en Mini som nyligen lanserats i Sverige. Tävlingen var RAC-rallyt. I denna lilla framhjulsdrivna bil vann han fyra delsträckor och låg på tredje plats, när en bruten drivaxel tvingade honom att bryta. Året därpå ställde Tom Trana återigen upp i RAC-rallyt, och med en Volvo vann han hela tävlingen.
1964 vann Tom Trana även EM i rally, den tidens största rallymästerskap, med en PV544.
Tom Trana ställde upp i Safarirallyt vid ett tillfälle.

### Katastrofens år och senare år
1965 drabbades Tom Trana av flera allvarliga olyckor. Under tävlingen Gulf London Rally krockade han under en transportsträcka med en privatbilist, varvid kartläsaren Gunnar Thermenius omkom. Ett halvår senare förolyckades två av Volvos tävlingsmekaniker under ett rally, vilket ledde till att Volvo lade ner sin rallysatsning.
Därefter började Tom Trana köra för Saab. Även i den här bilen nåddes framgångar, inklusive en seger i Norska Rallyt och ett SM-guld.
I början av 1970-talet avslutade Trana sin karriär. 1987 lockades han till nytt rallyåkande, genom det nya arrangemanget Klassiska Rallycupen. Tom Trana avled 1991.

## Meriter
- 1962 – Hankirally , #13 (bil: Morris Mini, kartläsare: Gunnar Palm)
- 1963 – Hankirally , #19 (Morris Mini, Mario Pavoni)
- 1964 – RAC-rallyt , #8 (Volvo PV544, Gunnar Thermanius)
- 1968 – KAK-rallyt , #15 (Saab 96 V4, Sölve Andreasson)
- 1969 – KAK-rallyt , #7 (Saab 96 V4, Sölve Andreasson)
- 1969 – RAC-rallyt , #11 (Saab 96 V4, Sölve Andreasson)
- 1970 – Sanremorallyt , #10 (Saab 96 V4, Sölve Andreasson)
- 1971 – Svenska rallyt, , #19 (Saab 96 V4, Sölve Andreasson)

- Källor: [3]